# Relazioni bilaterali tra Croazia e Iran
Le relazioni Croato-Iraniane si riferiscono alle relazioni estere bilaterali tra Croazia e Iran. Entrambi i paesi stabilirono relazioni diplomatiche il 18 aprile 1992, quando l'Iran divenne il settimo paese al mondo, primo asiatico e musulmano, a riconoscere la nuova Croazia indipendente. La Croazia ha un'Ambasciata a Teheran mentre l'Iran ha un'ambasciata e un centro culturale a Zagabria. Le relazioni tra i due paesi sono descritte come buone e amichevoli.